# Posedlí
Posedlí (anglicky The Possessed) je krátká sci-fi povídka spisovatele Arthura C. Clarka, která vyšla v Československu ve sbírce Zpráva o třetí planetě z roku 1982 a v ČR ve sbírce Devět miliard božích jmen z roku 2002.
V angličtině vyšla např. ve sbírce s názvem The Nine Billion Names of God.

## Obsah povídky
Mrazivým nekonečným prostorem vesmíru se žene Roj. Pátrá po organickém životě, po svém hostiteli. Vyrazil na cestu před mnoha miliony let, když jeho slunce explodovalo.

Roj dorazil do Sluneční soustavy a odhalil obyvatelnou planetu - Zemi. Život se zde sice nachází, ale do inteligence má daleko. Jsou zde tvorové, kteří se plazí a skáčou, ale nemluví ani nic netvoří. Možná se zde v budoucnu vyvine vyspělá inteligence, na níž by bylo vhodné parazitovat, ale Roj nedokáže odhadnout, která z forem života na planetě by k ní mohla dospět. Bez svého hostitele je pouze systémem nepatrných elektrických signálů, teprve až se usídlí v mozcích inteligentních druhů, neexistuje nic, co by přesáhlo jeho možnosti.
Roj dospěl k rozhodnutí, rozdělí se. Malá část zůstane na Zemi, aby sledovala vývoj života a větší část bude pokračovat v mezihvězdném pátrání. Roj, jenž zůstal na planetě Sluneční soustavy, začal pracovat na složitém úkolu. Potřeboval rozšířený organismus (aby jej nevyhubila např. epidemie) a zároveň ne moc malý, aby dokázal ovládnout svět. Nakonec si svého hostitele zvolil a začal usměrňovat jeho osud. Z ještěrů se stala teplokrevná zvířata rodící živé potomky. Stále byli slabí, ale jejich mozky již budily naději pro Roj.
Minulo sto milionů roků a Roj fatálně pochybil, vybral si špatnou větev. Přestože je nesmrtelný, může zdegenerovat a ztratit svou sílu. Malá zvířátka sice přežila dobu ledovou, potopu a rozmnožila se, ale víc už nemohla. V srdci dalekého kontinentu se spustila ze stromu na zem opice a zvědavě pohlédla nahoru.
Na zábavním parníku vplouvajícím do fjordu si povídá Nils s Christinou. Náhle se Christina vyleká a ukazuje na podezřelý proud na břehu. Nils vysvětluje, že to dělají každých pár let. Ze břehu se vrhají vstříc chladné vodě zástupy lumíků, poslušni pradávného puzení.